# Liriodendron tulipifera
Liriodendron tulipifera L., 1753 è un albero della famiglia delle Magnoliacee, noto come albero dei tulipani o anche tulipier (dal francese), italianizzato in tulipifero.
Deriva il suo nome dai fiori, simili a tulipani di colore verde-giallo.

## Descrizione
Nel suo habitat originale, sale da 50 a 60 m (meno in Europa) e vi può vivere fino a 500 anni (circa 300 in Europa). Il suo tronco può raggiungere 2 o 3 metri di diametro.

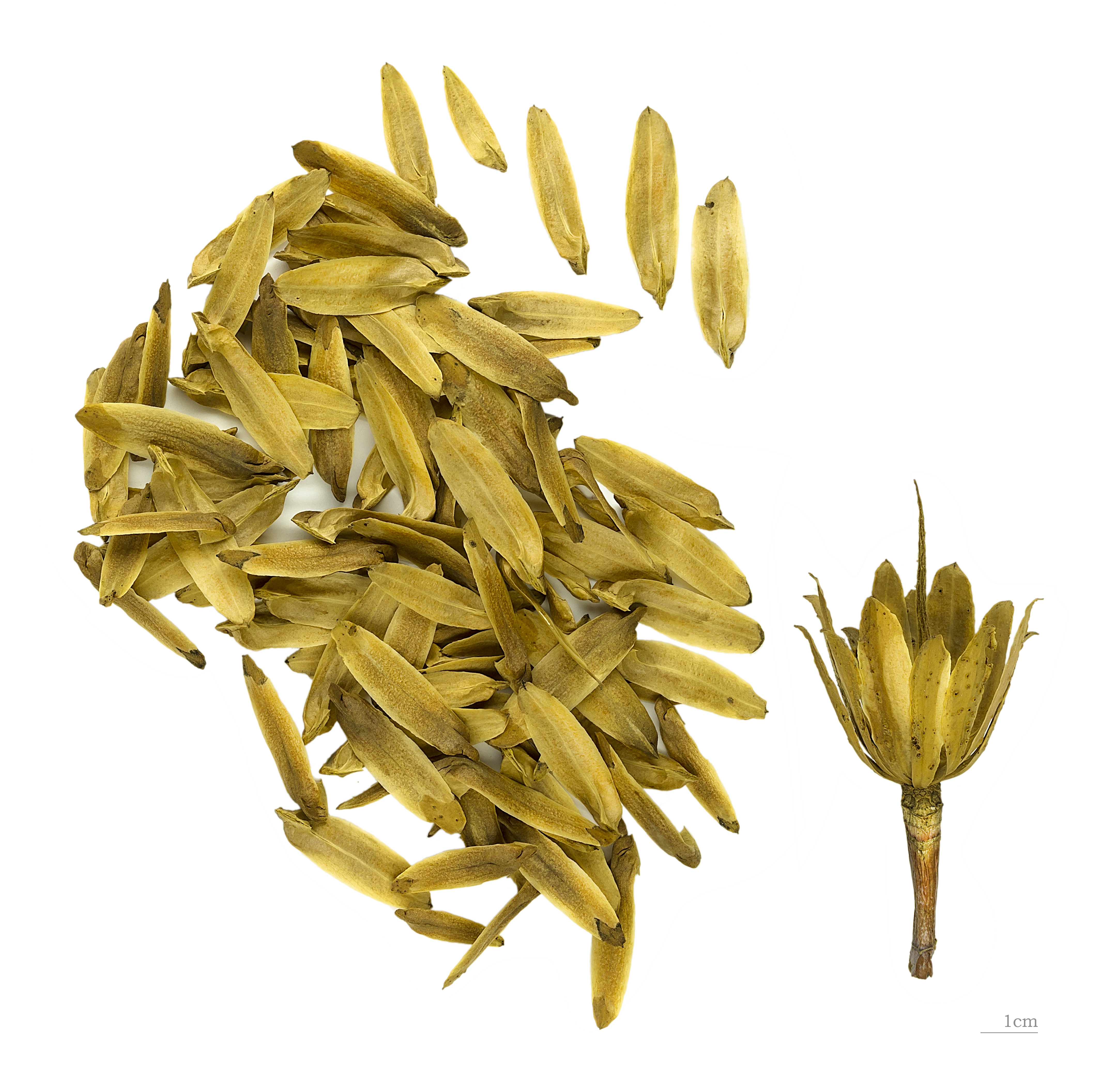
Liriodendron tulipifera

Le foglie decidue hanno forma quadrata lobata con apici. Il picciolo misura fino a 10 cm. È giallo-verde in primavera e in estate, giallo in autunno.
I fiori ermafroditi, giallo-verdi profumati, sono grandi, solitari, eretti, di un verde molto pallido, raramente bianchi, compaiono a inizio estate e hanno un'alta concentrazione di nettare. Il fiore, comprende 9 tepali (petali e sepali indifferenziati) di cui 3 sepali verde chiaro che circondano 6 petali che evolvono dal verde a bianco, giallo aranciato alla base e leggermente profumato. La fioritura avviene tra maggio-giugno-luglio a seconda del clima.
Dà un frutto conico dopo 20 anni. I frutti secchi, lunghi 6–7 cm, ricordano delle pigne squamose, erette,strette e piccole. Quando sono maturi, a partire da ottobre, rilasciano piccoli semi alati.
L'albero ha forma conica, ha crescita rapida con fusto generalmente diritto e con diametro fino a 3 metri. Predilige terreni profondi, ricchi e umidi. Ha bisogno di molta acqua in un terreno ben drenato come nei bacini fluviali ed evita suoli eccessivamente calcarei. Tollera gelate brevi fino a -30 °C e apprezza enormemente il sole.
I rami giovani sono rosso scuro mentre la corteccia diventa grigio scuro, finemente screpolata con l'età.

## Distribuzione e habitat
L'albero dei tulipani è originario della costa orientale degli Stati Uniti d'America e la sua presenza arriva grosso modo fino agli Stati dell'Indiana, Tennessee e Mississippi. Viene coltivato in Europa e altre zone del globo, principalmente come pianta ornamentale.

## Usi
Tutte le parti della pianta sono tossiche per l'uomo per ingestione.
Nei luoghi d'origine la pianta si presta a svariati usi, dalla silvicoltura, nonché per l'utilizzo del legname. In Italia è utilizzato quasi solo a scopo ornamentale. In tal senso vale la pena citare un esemplare di L. tulipifera situato nel parco di Villa Besana a Sirtori in provincia di Lecco che, con i suoi 52 metri d'altezza, è tra gli alberi più alti d'Italia.

### Miele
Grazie all'elevata presenza di nettare nei fiori, negli Stati Uniti è una apprezzata specie mellifera, che produce un miele ambrato scuro.

### Legname
Essendo un albero che cresce alto, dritto e piuttosto velocemente, fornisce del legname che, con le sue caratteristiche di lavorabilità, stabilità e peso specifico (480 kg/m³ essiccato) lo rendono adatto ad un gran numero di impieghi. Ha colore biancastro, venatura evidente con fiammature scure o verdastre e consistenza tenera.
È particolarmente apprezzato, oltre che per l'economicità, per l'ottima reazione ai trattamenti con vernici, mordenti e impregnanti. Il colore chiaro e la compattezza della venatura permettono di riprodurre fedelmente le tinte del noce, del ciliegio e di altre essenze a poro chiuso.